# Francjada

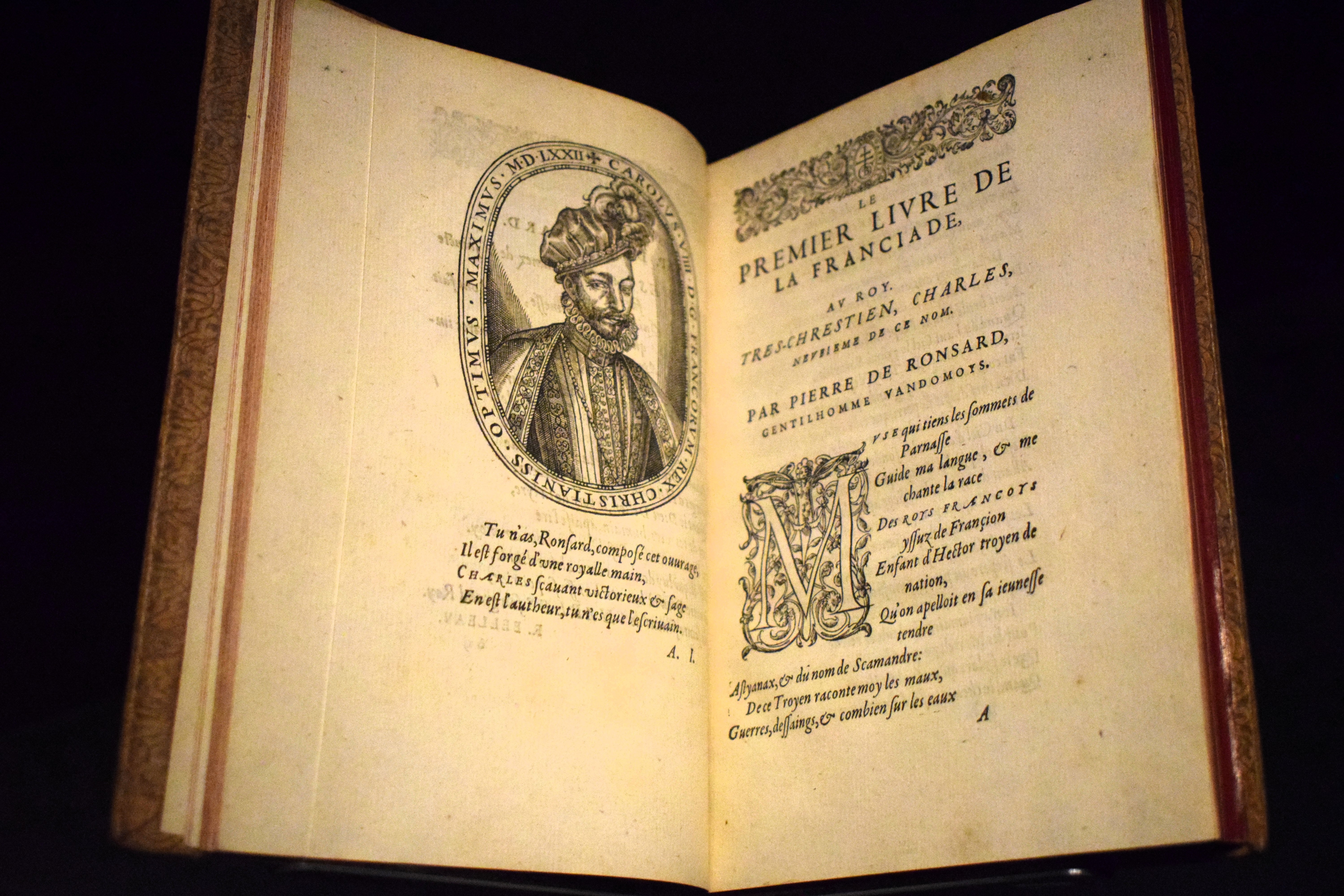
Pierwsze wydanie Francjady (1572)

Francjada (oryg. fr. La Franciade) – niedokończony utwór Pierre’a de Ronsarda, który w założeniach autora miał być francuską epopeją narodową. Opublikowany w 1572 roku.

## Okoliczności powstania utworu
Manifest programowy Plejady, którego zalecenia Ronsard realizował w swojej twórczości poetyckiej, uważał starożytny epos za jeden z najważniejszych gatunków literackich, którego wskrzeszenie miało być obowiązkiem współczesnych twórców francuskich. Będąc poetą dworskim Ronsard pragnął ponadto zaprezentować swój patriotyzm i przywiązanie do Francji.
W 1550, w rozmowie z królem Francji Henrykiem II poeta po raz pierwszy przedstawił swój zamiar napisania francuskiego eposu narodowego. Ze względu na pracę nad nim porzucił czasowo tworzenie innych utworów. Planował napisanie epopei w 24 pieśniach, na wzór homerowskich Iliady i Odysei. Ostatecznie jednak w ciągu kolejnych 22 lat napisał jedynie cztery pierwsze pieśni, których artystyczna porażka uniemożliwiła tworzenie dalszego ciągu.

## Treść i forma
Ronsard oparł treść epopei na micie o tym, jakoby syn Hektora i Andromachy Astyanaks nie został zabity po upadku Troi, ale ocalał i dał początek ludowi Franków pod nowym imieniem Frankus. W czterech pierwszych pieśniach poeta zawarł opis cudownego ocalenia Astyanaksa, jego wyjazdu z Epiru na polecenie Jowisza, spotkania na Krecie z olbrzymem Fowerem i dwiema królewskimi córkami Klimeną i Hiantą. Druga z nich, obdarzona zdolnościami magicznymi, ukazuje mu przyszłość jego rodu - początki państwa Franków, postacie Karola Młota i Pepina Małego. Dalsza część Francjady nie została napisana.
Pisząc Francjadę, Ronsard zrezygnował z aleksandrynu na rzecz dekasylaby, całość utworu oparł na rymach sąsiadujących. Starał się naśladować dzieła twórców antycznych, w szczególności Eneidę Wirgiliusza, wprowadzał liczne porównania homeryckie.

## Recepcja
Do negatywnego przyjęcia utworu Ronsarda przyczynił się błędny wybór tematu - legenda o Frankusie, na której opiera się fabuła Francjady, nie była mitem szczególnie popularnym, zaś w momencie publikacji dzieła całkowicie już obalonym. Ronsard, tworzący do tej pory głównie poezję miłosną oraz krótsze gatunki nieepickie, nie potrafił opisać w sposób przekonujący scen przygód i bitew, które miały stanowić centralną część epopei. Krytykowany był również wybór dekasylaby w miejsce promowanego do tej pory przez Plejadę aleksandrynu; zachowanie zasady melodyjności wiersza pozostawało w wyraźnym kontraście z przedstawianymi w epopei wydarzeniami.